# Хокурикудо
Хокурикудо (яп. 北陸道 Хокурикудо:, «Северный Путь») — старая японская географическая область, расположенная вдоль северо-западного края Хонсю. Хокурикудо означает «Северный Путь». Термин также относится к ряду дорог, которые во времена периода Эдо соединяли столицы (яп. 国府 кокуфу) каждой из провинций, которые составляли регион.

Хокурикудо.

Регион содержал следующие провинции:
- Вакаса (яп. 若狭国)
- Кага (яп. 加賀国 кага но куни,  «Страна Кага» или 加州 касю:, «провинция Кага»)
- Ното (яп. 能登国 ното но куни)
- Этидзэн (яп. 越前国, часть древней области Коси)
- Эттю (яп. 越中国, часть древней области Коси)
- Этиго (яп. 越後国, часть древней области Коси)
- Садо (яп. 佐渡国, самый крупный остров в Японском море; расположен к северо-западу от Ниигаты)

Когда система Гокиситидо (яп. 五畿七道 Гокиситидо:) была первоначально установлена после реформ Тайка, Хокурикудо состоял только из двух провинций: Вакаса и Коши. Во время господства Императора Тэмму, Коши был разделён на три области: Этидзэн, Эттю и Этиго, остров Садо был добавлен как пятая область. Позже, Ното и Кага были отделены от Этидзэн, чтобы сформировать семь провинций.